# 外埔不倒翁
24°21′15″N 120°38′55″E / 24.354247°N 120.648658°E
外埔不倒翁，是位於臺灣臺中市外埔區鐵砧山東南麓的不倒翁石像，相傳為抗日建立，今被當神像膜拜。

## 模樣
外埔不倒翁位在鐵砧山東南麓，圓修宮廟後方。其半身高九尺四寸。頭略呈三角形，高四尺五寸，以長不齊牙齒的大口加上圓睜睜的大眼表情向外埔方向眺望。原先眼珠被破壞，後由大甲西靈宮志工重雕安上。
固定基座與不倒翁像背後的光芒狀的壁襯是區公所在2002年加上，被批評阻斷了石像與後方樹林的聯繫，石頭與林野一體的神秘感，不復存在。

## 由來
外埔鄉圖書館館長柯文成表示：附近居民稱漢人入墾外埔後，原住在此的平埔族立下此石像，意在看顧所有土地，但置放年代不可考； 另一說是此石材質與附近1935年由吳淮水所立的江山萬里碑一樣，所以可能是他所立，抒懷反抗日本人的統治，不倒翁即寓意台灣不倒，合起意思是「江山萬里一點願，山河之固在德不在險」。「江山萬里一點願」意思是大丈夫若心甘情願，即使重比河山也可相讓，反之不願者，雖輕即草芥，亦要爭還。至於吳淮水是日治時期台灣文化協會會員，老師是有「大甲聖人」之稱的志賀哲太郎。

## 觀光
外埔不倒翁列為外埔鄉公所在1987年推薦的四十二個單車旅遊點之一。台中縣政府交通旅遊局為2001年周休二日將實行，所出版的觀光手冊也包含這像。外埔鄉公所網頁中「景點一日遊」內容亦介紹此景物，並寫是相傳是不甘願的原住民所立，在2003年時被駭客入侵，加入一大段「物競天擇，弱肉強食」的論調。
六合彩、電腦樂透彩迷券會來此求明牌。2003年，宗教團體在旁佔據國土違章蓋廟，並在像前設立香案。